# Кодекс Сассуна
Codex S1 (или MS1; ранее Codex Sassoon 1053) — масоретский кодекс, включающий все 24 книги еврейского текста Ветхого Завета Библии, датируемый X веком н. э. Считается таким же древним, как Кодекс Алеппо, и на столетие старше Ленинградского кодекса (от 1008 г. н. э.), самой ранней из известных полных рукописей еврейской Библии. В качестве альтернативы его можно датировать концом IX века. В Кодексе Алеппо не хватало 40 % листов, когда он был обнаружен в Израиле в 1958 году, в то время как в кодексе S1 полностью отсутствуют только двенадцать листов и ещё сотни частично утрачены. Переписчик S1 был необычайно небрежен, часто забывал знаки препинания, диакритические знаки и гласные; также десятки раз ошибался в написании согласных.
Йосеф Офер объявил о готовящемся критическом издании Masora magna S1.

## Название
Кодекс S1 назван в честь его предыдущего владельца Давида Соломона Сассуна (1880—1942). Ему принадлежали и другие ценные рукописи, в том числе Дамасское Пятикнижие X века, которое сейчас хранится в Национальной библиотеке Израиля в Иерусалиме.

## Особенности
Кодекс написан в три колонки на странице. Мasora parva является полной, но masora magna встречается только на нескольких страницах. Диакритические знаки, включая точку, обозначающую шин или син, дагеш, макеф и пасек, часто отсутствуют. Когда гласный повторяется на последовательных согласных, S1 часто показывает только первый. Как правило, алефы получают обычное шва вместо гласной хатаф. В случае разногласий S1 соглашается с традицией Аарона Бен Ашера в 40 % случаев, с Бен Нафтали — в 20 % случаев, и ни с тем, ни с другим — в 40 % случаев. Гая (метег) в открытом слоге отмечается реже, чем в Алеппском кодексе. В конце стихов иногда забывается соф пасук.

## Провенанс
Кодекс S1 включает в себя неполную masora magna, очевидно, добавленную более поздним переписчиком, которая ссылается на Аарона бен Моше бен Ашера и Алеппский кодекс. Его нынешний владелец, Жаки Сафра, датировал кодекс концом IX — началом X века. Его размеры составляют 12 x 14 дюймов, переплетён в простой кожаный переплет XX века.
В первые века своего существования книга переходила из рук в руки по всему Ближнему Востоку, передаваясь от владельца Халафа бен Авраама к Исааку бен Иезекиилю аль-Аттару, а затем к его сыновьям Иезекиилю и Маймону. В XIII веке она была посвящена синагоге в Макисине, ныне Маркада (مَرْكَدَة), в мухафазе Аль-Хасака в Сирии. После разрушения синагоги монголами в XIII веке или Тимуридами в начале XV века кодекс принадлежал Саламе ибн Аби аль-Фахру, так как синагога ожидала восстановления, которого так и не произошло.
Шестьсот лет спустя кодекс вновь появился в продаже, когда в 1929 году Дэвид Соломон Сассун приобрёл его у владельца, проживавшего в современной Анкаре, за 350 фунтов стерлингов и добавил свой экслибрис на внутренний переплет рукописи. Хотя в XX веке книга была известна учёным, она оставалась в частной собственности. Она принадлежала потомкам Д. С. Сассуна до 1978 года, когда они продали её через цюрихский аукцион Sotheby's Пенсионному фонду британской железной дороги. В 1982 году кодекс S1 выставлялся в Британском музее. Рукопись вновь была выставлена на аукционе Sotheby’s 5 декабря 1989 года, когда она была продана дилеру за 2 035 000 фунтов стерлингов, который в том же году продал её инвестору Жаки Сафра.
В мае 2023 года кодекс вновь был продан на аукционе Sotheby’s в Нью-Йорке за 38,1 миллиона долларов. До аукциона кодекс выставлялся в Лондоне, в Тель-Авиве вАНУ — Музее еврейского народа, Библиотеке Бридвелла Южного методистского университета в Далласе, Лос-Анджелесе и Нью-Йорке. Он был приобретён Американскими друзьями АНУ — Музея еврейского народа в Тель-Авиве на пожертвование Альфреда Х. Мозеса. Это четвёртая по стоимости книга и рукопись из когда-либо проданных.